# Костенко Володимир Поліектович
Костенко Володимир Полієвктович — (нар. 8 (20) вересня 1881, Великі Будища, Полтавської губернії — пом. 14 січня 1956, Ленінград) — український та радянський корабельний інженер, учасник битви при Цусімі, один з організаторів суднобудування в СРСР.
В 1904 році обладнав броненосець «Орел» першою в світі системою швидкого вирівнювання поперечного нахилу судна (крену). Під його керівництвом були створені перші в РІ транспортні судна, а також суднобудівельні заводи в Комсомольську-на-Амурі і Сєверодвінську. Автор близько 90-та публікацій з гідродинаміки, броньового захисту кораблів та організації суднобудування.

## Біографія

### Ранні роки
Володимир Костенко народився 8 вересня (за старим стилем) 1881 року в селі Великі Будища Зіньківського повіту Полтавської губернії в родині земського лікаря Полієвкта Івановича Костенка. Батько закінчив медичний факультет Харківського університету, а мати працювала вчителькою, добре володіла іноземними мовами та захоплювалася літературою і музикою. У сім'ї було п’ятеро дітей, Володимир був найстаршим.
У 1890 році родина переїхала до Бєлгорода, де Володимир закінчив із золотою медаллю місцеву класичну гімназію (1900). У 14-річному віці (1895 року) він вперше побував у Севастополі, оглянув броненосець «Чесма», найбільші чорноморські броненосці «Три святителя» та «Георгій Побідоносець», а також Севастопольське адміралтейство. Саме ця поїздка спонукала його обрати шлях кораблебудівника.
У 1900 році він вступив на кораблебудівне відділення Морського інженерного училища в Кронштадті (у радянські часи — ВВМІУ ім. Ф. Е. Дзержинського), яке закінчив у 1904 із золотою медаллю і занесенням імені на мармурову дошку пошани. Тема диплому — проект нового полегшеного швидкохідного панцирного крейсера.

### Початок кар’єри та Російсько-японська війна (1904-1906)
Після училища молодого фахівця призначили помічником будівельника на броненосець «Орёл», що вже був переведений із Петербурга до Кронштадта. Під час доукомплектування 2-ї Тихоокеанської ескадри для походу на Далекий Схід (1904—1905) ухвалили рішення включати до екіпажу кожного нового корабля по одному інженеру від заводу-будівельника. На «Орлі» таку пропозицію отримав 24-річний Костенко.

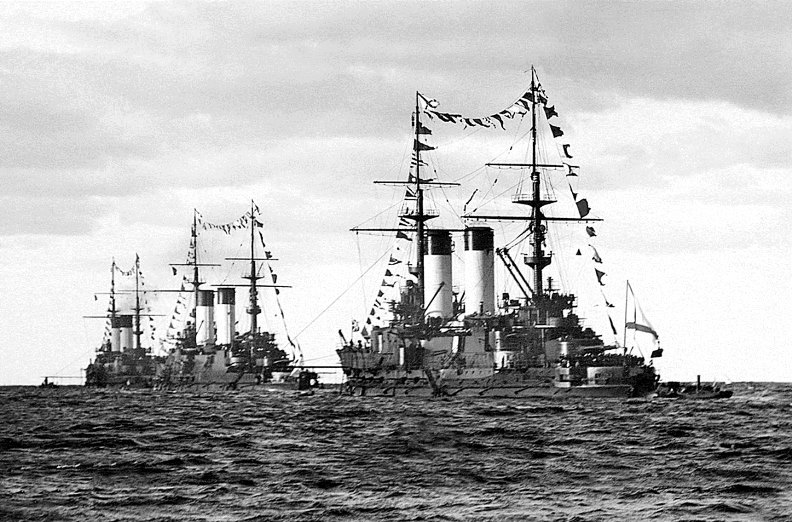
Вихід 2-ї Тихоокеанської ескадри з Лібави на Далекий Схід. 2 жовтня 1904, 12 годин дня.

2-га Тихоокеанська ескадра адмірала З. П. Рожественського складалася з 28 кораблів і суден, пізніше до неї приєдналася 3-тя ескадра контр-адмірала Небогатова. Довгий перехід (близько 18 000 миль і 220 діб) завершився трагічною Цусимською битвою (14–15 травня 1905 року), у якій японська ескадра адмірала Того розгромила російські сили. Із п’яти нових броненосців уцілів лише «Орёл». Корабель зазнав серйозних ушкоджень, проте багато в чому зберіг плавучість завдяки розробленому Костенком порядку заповнення відсіків корабля забортною водою для збереження остійності при пошкодженнях. 
У Цусимській битві Костенко виявився єдиним уцілілим корабельним інженером (із шести, відряджених на ескадру). Його взяли в японський полон, де він провів дев’ять місяців — до лютого 1906 року. У полоні Володимир Полієвктович ретельно аналізував технічні аспекти бою та поведінку корабля, вів щоденник. Пізніше зібрані матеріали стали безцінними для фахівців Морського відомства. 
Поразка в Цусимській битві стала для молодого інженера Костенка глибоким потрясінням. Він опинився в епіцентрі трагедії, бачив масштаб втрат і дезорганізацію флоту, яку, на його думку, спричинили передусім урядові прорахунки й загальна недалекоглядність російського керівництва. Перебуваючи в японському полоні й отримавши там змогу спілкуватися з іншими військовополоненими та різними революційними гуртками, Костенко дедалі більше розчаровувався в існуючій монархічній системі. На цей же період припадає встановлення контактів Костенка з партією есерів, які прагнули докорінних змін у суспільно-політичному ладі.
Після повернення з полону (1906) Костенко призначили помічником будівельника на броненосець «Андрей Первозванный», проте за вказівкою департаменту поліції за ним встановили негласний нагляд. У серпні 1906 року Костенка вперше заарештували, звинувативши у «написанні протиправительських текстів».
Провівши 22 дні в одиночній камері тюрми «Хрести», він був звільнений під заставу, яку вніс його батько — Полієвкт Іванович.

### Подальша служба та «англійський» період (1907 - 1910)
1907 року Костенка відрядили на півтора року до Англії (Барроу-ін-Фернесс) як помічника спостерігача за будівництвом броненосного крейсера «Рюрик» на верфі фірми «Віккерс». Після повернення він підготував доповідь про організацію праці на британських суднобудівних підприємствах.
1909 року Костенко вдруге відрядили до Англії на чолі групи слухачів Воєнно-морської академії. Відвідуючи заводи «Джон Браун» і знайомлячись із будівництвом трансатлантичних лайнерів «Титанік» та «Олімпік», він дійшов висновку, що система забезпечення непотоплюваності там була надто спрощеною заради розкоші й пасажирського комфорту. Ці побоювання підтвердилися після трагедії «Титаніка» у 1912 році.
До 28 років Костенко став одним із провідних корабельних інженерів Російської Імперії, виконував консультації при проєктуванні нового військового флоту, володів кількома іноземними мовами та перебував під заступництвом відомого вченого і кораблебудівника академіка О. М. Крилова, голови Морського технічного комітету.

### Політичне переслідування та помилування (1910-1911)
У 1908 році Костенко почав брати безпосередню участь у діяльності «Центрального військово-організаційного бюро» есерів. Під час свого перебування в Лондоні він зустрічався з Борисом Савінковим та іншими представниками партії, включно з терористично налаштованими учасниками (Азеф, Карпович). На ці перемовини нібито залучали й матросів крейсера (Авдєєв, Поваренков, Котов), розглядаючи можливість замаху на імператора Миколу II під час очікуваного огляду ним крейсера «Рюрик».

#### Другий арешт

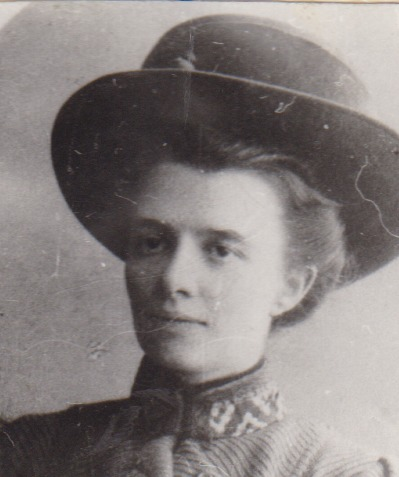
Софія Михайлівна Костенко (Волкова), дружина Володимира Полієвктовича

За підозрою у «зберіганні нелегальної політичної літератури» та приналежності до есерів Костенка 23 березня 1910 року Костенко був заарештуваний та ув’язнений в Трубецькому бастіоні Петропавлівської фортеці. Поліція надала додаткові відомості про змову щодо можливого замаху.
Під час слідства Костенка захищали академік О. М. Крилов та Морський міністр І. К. Григорович, але суд, з огляду на зібрані свідчення та зв’язки Костенка з есерівським підпіллям, засудив його до шести років каторжних робіт.
Перебуваючи в ув’язненні, 27 червня 1911 року одружився із Софією Михайлівною Волковою (вихованкою Смольного інституту, випускницею Бестужевських курсів).
19 грудня 1911 року Микола II задовольнив клопотання Крилова та Григоровича, офіційно «дарувавши помилування» обвинуваченому. Водночас це означало остаточне звільнення Костенка зі служби у військовому флоті та позбавлення права перебувати на державній службі.

### Діяльність у Миколаєві (1912—1922)
1 травня 1912 року, за рекомендацією академіка Крилова і морського міністра Григоровича, Костенко прийняли на приватний суднобудівний завод «Наваль» (нині — Чорноморський суднобудівний завод, ЧСЗ) у Миколаєві. На той час місто переживало справжній суднобудівний бум, зокрема перед Першою світовою війною будувалися:
- На заводі «Руссуд» — лінійні кораблі-дредноути «Імператриця Марія», «Імператор Олександр III», «Імператриця Катерина Велика» та «Імператор Микола I».
- На «Навалі» — перші серійні котлотурбінні есмінці («Дерзкий», «Беспокойный», «Гневный», «Пронзительный»), 8 есмінців типу «Новік» із підсиленим озброєнням, підводні човни та плавучі доки для різних портів Чорного та Азовського морів.

Уже 1913 року за кількістю зайнятих робітників у суднобудуванні Миколаїв вийшов на перше місце в Російській імперії. Костенко, ставши головним корабельним інженером заводу «Наваль», безпосередньо керував проєктно-технологічним бюро та розробив понад 150 проєктів кораблів і суден. Наприкінці 1916 року завод отримав замовлення на проєктування дредноута з артилерією головного калібру 406 мм, однак ці плани перервали революційні події 1917 року.
Тут у родині Володимира та Софії Костенків народилися троє дітей: син Михайло (28 грудня 1912), доньки Олена (28 липня 1914) і Наталя (9 листопада 1915).

#### Міський голова Миколаєва

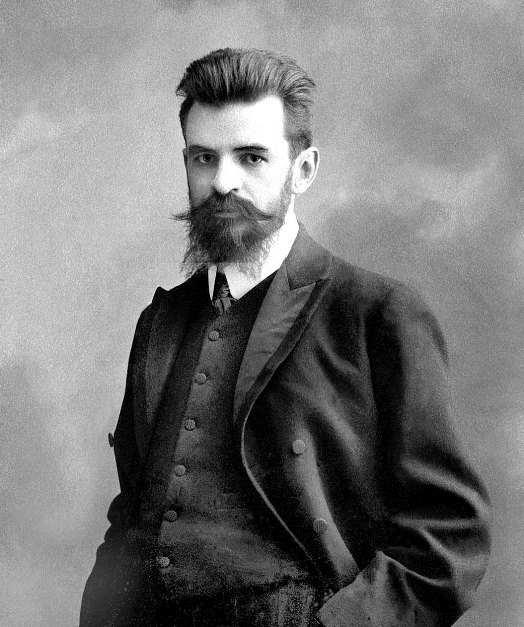
В.П.Костенко у батьків у Бєлгороді наприкінці 1911 року після звільнення з Петропавлівської фортеці.

1 вересня 1917 року Костенка обрали гласним міської думи від партії есерів, а згодом — міським головою Миколаєва (він змінив на цій посаді Миколу Павловича Леонтовича). 
Саме на часи його управління містом випав період громадянської війни та іноземної інтервенції: 17 березня 1918 року німецькі війська за домовленістю з міською владою зайняли Миколаїв. Проте уже 22 березня більшовики підняли повстання, в результаті якого було вбито близько 435 місцевих жителів. Костенка арештували, як причетного до організації повстання, але згодом, під тиском громадськості, звільнили.
У 1919 році Костенко усунувся від політичної діяльності й невдовзі відмовився від посади голови.
31 січня 1920 року місто знову зайняла Червона армія. В умовах встановлення радянської влади Костенко став членом правління та технічним керівником об’єднаних миколаївських заводів («Наваль», «Руссуд», «Ремсуд» і «Темвод»), організовував добудову крейсера «Адмирал Нахимов» та інших кораблів.
В цей час Софія Михайлівна вела активну благодійну діяльність, підтримувала родини робітників і службовців суднобудівних верфей. Вона померла 25 грудня 1920 року від ускладнень після запалення легень. Костенко залишився вдівцем із трьома малолітніми дітьми.
1922 року він одружився вдруге — з Ксенією Олександрівною Меранвіль де Сент-Клер. Того ж року виїхав до Харкова, де був призначений начальником Управління промисловості ВРНГ (Верховної ради народного господарства) України.

### Життя в Харкові та Ленінграді. Репресії та подальша діяльність
У 1922—1924 роках Костенко працював у Харкові (тодішній столиці УСРР), обіймав керівні посади в органах управління промисловістю. Із грудня 1924 року став членом правління по технічній частині ленінградського «Судотресту». 1 листопада 1928 року Костенко став заступником керуючого «Судопроєкту». Уже за два місяці, 27 грудня 1928 року, його заарештували у справі «Судотреста» і засудили до розстрілу (згодом заміненого 10-річним тюремним ув’язненням у Соловецькому таборі).
1930—1931: працював у Особливому конструкторському бюро (ОКБ) ОГПУ у Харкові та Ленінграді (під конвоєм). 18 серпня 1931 року був звільнений, а 1 вересня призначений головним інженером «Проєктверфі» (в подальшому — ГСПІ-2, сьогодні — «Амурський Суднобудівний Завод»).
Під орудою Костенка спроєктовано будівництво суднобудівних заводів у Комсомольську-на-Амурі, Северодвінську та інших промислових центрах. Він запровадив новий тип суднобудівних елінгів у закритих доках, що дозволяло будувати кораблі в умовах суворого клімату та значних коливань рівня води.

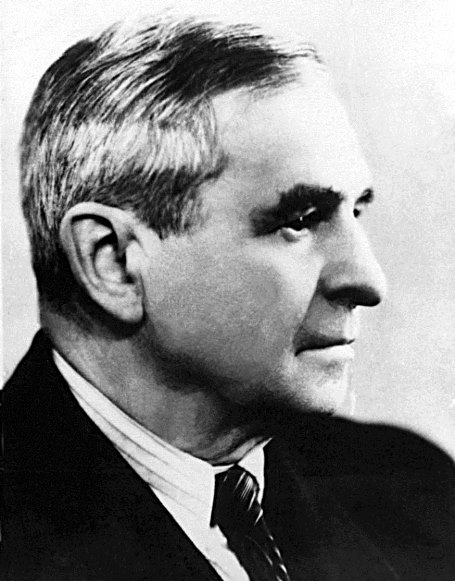
В.П.Костенко в період будівництва заводів у Комсомольську-на-Амурі та Молотовську (Сіверодвінську), 1940-й рік.

26 лютого 1941 року почалося чергова кампанія проти «шкідництва при проєктуванні суднобудівних заводів». Костенко був визнаний «ворогом народу» та протягом року утримувався під слідством. У січні 1942 року справу закрили, але арешт та умови тюрми істотно підірвали здоров’я Костенка.
В часи німецько-радянської війни урядові установи вимагали точних відомостей про суднобудівні заводи, й Костенко як фахівець був гостро потрібний для планів перебудови галузі. Отже, Костенко був звільнений 10 червня 1942 року через «відсутність складу злочину». По звільненні він отримав від міністра суднобудівної промисловості І. І. Носенка призначення заступником начальника ГСПІ-2 і був відправлений у відрядження до блокадного Ленінграда для збору технічних матеріалів.
Не дочекавшись Володимира Полієвктовича з під арешту, 3 квітня 1942 року в блокадному Ленінграді загинула від голоду його дружина Ксенія Олександрівна. Разом із нею були поховані на Волковому цвинтарі її сестра й друг сім’ї, пушкиніст Андрій Григорович Яцевич.
Після лікування наслідків інсульту в 1943 році Костенко відновив конструкторську діяльність у ГСПІ-2 (в евакуації в Омську), а 1944 року керував реевакуацією інституту до Ленінграда.
10 квітня 1945 року за створення суднобудівного заводу в Комсомольську-на-Амурі нагороджений орденом Трудового Червоного Прапора.

### Останні роки
Після війни Володимир Полієвктович Костенко очолював проєктні роботи з відбудови миколаївських суднобудівних заводів, розробляв проєкт нового заводу біля селища Октябрське (згодом — завод «Океан»).
У 1950-му, попри початкову відмову колегії міністерства через його «репресоване минуле», здобув Сталінську премію: особисте втручання Й. Сталіна підтвердило вагомість внеску Костенка в розробку проєктів «нового типу» суднобудівних підприємств.
У 1945 році Володимир Полієвктович одружився вчетверте — з Тетяною Миколаївною Кокушкіною (вдовою радянського письменника П.І. Ширяєва).
Продовжив працю в ГСПІ-2 (Ленінград), незважаючи на проблеми зі здоров’ям і переслідування в минулому. З 1948 року також член Науково-технічної ради ЦНДІ ім. академіка Крилова.
Помер 14 січня 1956 року в Ленінграді. Похований на Серафимівському цвинтарі. Реабілітований посмертно 16 жовтня 1964 року постановою Військової колегії Верховного суду СРСР.

## Творчій доробок
Ще з 1905–1906 років Костенко вів докладний щоденник походу 2-ї Тихоокеанської ескадри. За спогадами доньки Костенко Н. В., у часи арешту 1928 року Костенко фактично не мав засобів до існування, тож змушений був передати (продати) частину своїх матеріалів про Цусиму письменнику Олександру Новикову-Прибою. На основі цих записів Новиков-Прибой створив відомий роман «Цусима» (1932), де прототипом «інженера Васильєва» став саме Костенко.
Попри використання матеріалів Костенка в романі «Цусима», автори залишилися в дружніх стосунках; проте факт текстових запозичень багаторазово відзначали літературознавці.
Сам Володимир Полієвктович опублікував численні статті та книжкові уривки, однак повне видання його фундаментальної праці «На „Орле“ в „Цусиме“» (раніше — «В бездну Цусимы», «Последняя ставка») побачило світ лише у 1955 році — за кілька тижнів до його смерті. У ній автор як безпосередній учасник детально описує технічні, військові та людські аспекти одного з найвизначніших морських зіткнень початку XX століття. Ця книга багато разів перевидавалася і досі вважається важливим джерелом для дослідників Російсько-японської війни.

### Деякі інші друковані праці
- Охрана безопасности плавания на морях. Известия Николаевского отделения Технического общества, 1914.
- От Кронштадта — до Цусимы на броненосце «Орел» во второй Тихоокеанской эскадре. «Вестник южных дорог», 1918. (Подготовлена к печати отцом автора—П. И. Костенко).
- Эволюция русской машиностроительной промышленности до февральской революции. Труды Госплана УССР, Харьков, 1923.
- О новой форме судов, устраняющей волновое сопротивление при движении на поверхности воды, 1923
- К восстановлению водного транспорта. Сборник Главметалла, Харьков, 1924.
- Проблемы волнового сопротивления, «Торговый флот», 1925, № 5—6.
- О новой форме подводной части судов (совместно с К. П. Боклевским). «Кораблестроитель», 1925, № 1.
- Перспективы развития судостроительной промышленности СССР. Труды Комиссии по металлу при Госплане УССР, Харьков, 1926.
- Теория корабля. Сопротивление воды движению судов. Редиздат ВМС РККФ, Л., 1926.
- Морской протекционизм, или государственное покровительство национальному судостроению и судоходству. «Торговый флот», 1929, № 1.
- Эволюция мирового коммерческого флота. Судпроект, Л., 1930. Морская политика. «Торговый флот», 1931, № 2/39.
- Реорганизация судового корпусостроения по методу непрерывного потока и предварительной секционной сборки. Известия Гипромаша, М., 1932
- К годовщине Цусимского боя, «Судостроение», 1935, № 8. Из прошлого. Последняя Ставка. «Новый мир», 1936, №№ 6—7.
- Цусима и ее фашистские комментаторы. «Красный флот», 1938, № 63.
- Эволюция форм быстроходных морских судов и ее современные тенденции. «Судостроение», 1938, № 8—9.
- Встреча в Либаве. «Красный флот», 1938, № 49.
- Механизация трудоемких процессов как основа технологии скоростного строительства кораблей. «Судостроение», 1939, № 7—8.
- Проблема предельных скоростей судов при движении на поверхности воды. Труды ЛКИ, 1939, № 3.
- Защита боевых кораблей по опыту второй империалистической войны. «Морской сборник», 1941, № 2.
- Линейные корабли в бою (по опыту второй мировой войны). «Морской сборник», 1943, № 9—10 и 11.
- Коммерческое судостроение в США и Великобритании. «Морской сборник», 1944, № 5—6.
- Роль коммерческого тоннажа в ходе мировой войны, 1944 (видано ОАО ЦТСС, 2011)
- Послевоенное состояние мирового коммерческого тоннажа. Монографія, 1944
- Эволюция класса крейсеров. «Судостроение», 1945, № 1.
- Тактико-технические задания современных эсминцев по опыту войны. «Судостроение», 1945, № 3—4.
- Новый линейный корабль английского флота «Вэнгард». Морской сборник», 1946, № 7.
- Живучесть надводных кораблей по опыту второй мировой войны. «Красная звезда», 1946, № 248.
- Крейсеры во второй мировой войне. «Морской сборник», 1947, № 2.
- Судостроительная промышленность за 30 лет Советской власти. «Судостроение», 1947, № 5.
- Стойкость и бесстрашие. «Флаг Родины», 1955, № 124.
- К 50-летию Цусимского сражения. «Советский флот», 1955, № 124.
- На «Орле» в Цусиме: Воспоминания участника русско-японской войны. [Архівовано 9 грудня 2006 у Wayback Machine.] — Л.: Судпромгиз, 1955. (35000 экз.), Л., Судостроение, 1968 (26700 экз.)
- Силыч на «Орле». «Советский воин», 1964, № 13 (посмертно)
- Костенко В.П., Костенко П.И. Записки (1906 и 1910-1911 годы). ОАО ЦТСС, 2011.

Інша велика праця «Еволюція систем бронювання» так і не була повністю видана через політичні обставини, репресії та початок Другої світової війни.

## Родина
- Перша дружина — Софія Михайлівна Волкова (з 27 липня 1911, померла 25 грудня 1920).

- - Син Михайло Володимирович Костенко (15 (28) грудня 1912 — 2001) — відомий енергетик, професор Ленінградського політехнічного інституту, член-кореспондент АН СРСР.
  - Донька Олена Володимирівна Прохорова (Костенко) (1914 — 1998)
  - Донька Наталія Володимирівна Генідзе (Костенко) (1915 —?)

- Друга дружина — Ксенія Олександрівна Меранвіль де Сент-Клер (з 23 березня 1922, померла 4 квітня 1942)
  - Син Олександр (1925 —1930)
- Третя дружина — Тетяна Миколаївна Кокушкіна (з 31 березня 1945).

Молодший брат В.П. Костенко, М.П. Костенко (16 (28) грудня 1889 — 1976) — видатний електротехнік, академік АН СРСР.

## Додаткові джерела
- Сирый С. П. К 125-летию со дня рождения В. П. Костенко
- В. Бабич. От Цусимы до Николаева «Николаев Литературный». Интернет-журнал.
- Надгробний пам'ятник В.П. Костенко
- К 125-летию со дня рождения В. П. Костенко
- Морское Собрание — Владимир Полиевктович Костенко [Архівовано 25 вересня 2013 у Wayback Machine.]
- Костенко Н. В. Владимир Полиевктович Костенко (Воспоминания дочери) // Цитадель, 1998, № 2 (7), с. 65–79.
- Архівні документи ГСПІ-2, Ленінград.
- В. Веретенников. Между тюрьмой и флотом: история инженера Владимира Костенко — в Цусиме, на верфи, в ГУЛАГе. Онлайн-журнал «Нож».